# Raasdorf
Raasdorf è un comune austriaco di 637 abitanti nel distretto di Gänserndorf, in Bassa Austria. Tra il 1938 e il 1945 è stato accorpato alla città di Vienna.